# Prvi razred 1928-1929
La Prvi razred 1928./29. (in lingua italiana prima classe 1928-29), in cirillico Први разред 1928./29., fu la decima edizione della massima divisione delle varie sottofederazioni (podsaveze) in cui era diviso il sistema calcistico del Regno dei Serbi, Croati e Sloveni.
Le vincenti accedevano al Državno prvenstvo 1929 (campionato nazionale) per designare la squadra campione.

## Sottofederazioni
```
La formula cambia: non più qualificazioni dirette, bensì tutte le vincitrici delle 8 sottofederazioni (Lubiana, Zagabria, Osijek, Subotica, Belgrado, Sarajevo, Spalato e la novità Skopje), più le seconde classificate di Zagabria e Belgrado, si sfidano in un turno di qualificazione per 5 posti nel campionato nazionale.
[
1
]
```

### Lubiana

#### Gruppo Lubiana
|  | Pos. | Squadra          | Pt | G | V | N | P | GF | GS | QR    |
|  | ---- | ---------------- | -- | - | - | - | - | -- | -- | ----- |
|  | 1.   | Primorje Lubiana | 16 | 8 | 8 | 0 | 0 | 45 | 7  | 6,428 |
|  | 2.   | Ilirija          | 12 | 8 | 6 | 0 | 2 | 43 | 12 | 3,583 |
|  | 3.   | Hermes Lubiana   | 8  | 8 | 4 | 0 | 4 | 18 | 32 | 0,562 |
|  | 4.   | Jadran Lubiana   | 2  | 8 | 1 | 0 | 7 | 9  | 37 | 0,243 |
|  | 5.   | Slovan Lubiana   | 2  | 8 | 1 | 0 | 7 | 7  | 34 | 0,205 |

|          | Pri  | Ili  | Her  | Jad  | Slo  |
| -------- | ---- | ---- | ---- | ---- | ---- |
| Primorje | –––– | 5-4  | 6-0  | 6-1  | 4-0  |
| Ilirija  | 1-4  | –––– | 6-2  | 11-0 | 5-0  |
| Hermes   | 0-12 | 0-4  | –––– | 4-1  | 6-0  |
| Jadran   | 0-5  | 0-3  | 2-4  | –––– | 4-1  |
| Slovan   | 1-3  | 1-9  | 1-2  | 3-1  | –––– |

#### Gruppo Celje
| Partita                  | And | Rit. |
| ------------------------ | --- | ---- |
| SEMIFINALI               |     |      |
| Celje – Athletik Celje   | 3–2 | 3–0  |
| Amater Trbovlje esentato |     |      |
| FINALE                   |     |      |
| Amater Trbovlje – Celje  | 2–7 | 1–5  |
| Fonte: exyufudbal        |     |      |

#### Gruppo Maribor
|  | Pos. | Squadra            | Pt                       | G                        | V                        | N                        | P                        | GF                       | GS                       | QR                       |
|  | ---- | ------------------ | ------------------------ | ------------------------ | ------------------------ | ------------------------ | ------------------------ | ------------------------ | ------------------------ | ------------------------ |
|  | 1.   | 1.SŠK Maribor      | 12                       | 6                        | 6                        | 0                        | 0                        | 29                       | 6                        | 4,833                    |
|  | 2.   | Rapid Marburg      | 8                        | 6                        | 4                        | 0                        | 2                        | 26                       | 5                        | 5,200                    |
|  | 3.   | Železničar Maribor | 4                        | 6                        | 2                        | 0                        | 4                        | 16                       | 16                       | 1,000                    |
|  | 4.   | Svoboda Maribor    | 0                        | 6                        | 0                        | 0                        | 6                        | 5                        | 49                       | 0,102                    |
|  | 5.   | Ptuj               | Ritirato a metà stagione | Ritirato a metà stagione | Ritirato a metà stagione | Ritirato a metà stagione | Ritirato a metà stagione | Ritirato a metà stagione | Ritirato a metà stagione | Ritirato a metà stagione |

|            | Mar  | Rap  | Žel  | Svo  | Ptu  |
| ---------- | ---- | ---- | ---- | ---- | ---- |
| Maribor    | –––– | 1-0  | 6-1  | 9-0  | -    |
| Rapid      | 0-1  | –––– | 3-2  | 9-0  | -    |
| Železničar | 1-5  | 0-2  | –––– | 3-0  | -    |
| Svoboda    | 4-7  | 1-12 | 0-9  | –––– | -    |
| Ptuj       | -    | -    | -    | -    | –––– |

#### Finali
|                           | Semifinale |                  | Data       |
| ------------------------- | ---------- | ---------------- | ---------- |
| Celje                     | 1–3        | 1.SŠK Maribor    | 21.04.1929 |
| 1.SŠK Maribor             | 4–3        | Celje            | 28.04.1929 |
|                           |            |                  |            |
| Primorje Lubiana esentato |            |                  |            |
|                           |            |                  |            |
|                           | Finale     |                  |            |
| 1.SŠK Maribor             | 3–7        | Primorje Lubiana | 05.05.1929 |
| Primorje Lubiana          | 5–4        | 1.SŠK Maribor    | 12.05.1929 |
|                           |            |                  |            |
| Fonte: exyufudbal         |            |                  |            |

### Zagabria
|                   | Pos. | Squadra              | Pt | G  | V  | N | P  | GF | GS | QR    |
| ----------------- | ---- | -------------------- | -- | -- | -- | - | -- | -- | -- | ----- |
|                   | 1.   | HAŠK Zagabria        | 24 | 14 | 12 | 0 | 2  | 62 | 13 | 4,769 |
|                   | 2.   | Građanski Zagabria   | 24 | 14 | 12 | 0 | 2  | 62 | 16 | 3,875 |
|                   | 3.   | Concordia Zagabria   | 19 | 14 | 8  | 3 | 3  | 49 | 29 | 1,689 |
|                   | 4.   | Viktorija Zagabria   | 15 | 14 | 6  | 3 | 5  | 36 | 26 | 1,384 |
|                   | 5.   | Željezničar Zagabria | 15 | 14 | 7  | 1 | 6  | 26 | 26 | 1,000 |
|                   | 6.   | Croatia Zagabria     | 9  | 14 | 4  | 1 | 9  | 25 | 37 | 0,675 |
|                   | 7.   | Šparta Zagabria      | 4  | 14 | 1  | 2 | 12 | 20 | 62 | 0,322 |
|                   | 8.   | Derby Zagabria       | 2  | 14 | 0  | 2 | 12 | 6  | 77 | 0,077 |
| Fonte: exyufudbal |      |                      |    |    |    |   |    |    |    |       |

|                   | HAŠ  | Gra  | Con  | Vik  | Žel  | Cro  | Špa  | Der  |
| ----------------- | ---- | ---- | ---- | ---- | ---- | ---- | ---- | ---- |
| HAŠK              | –––– | 4-3  | 9-1  | 2-0  | 6-0  | 4-0  | 6-2  | 8-0  |
| Građanski         | 4-1  | –––– | 1-0  | 3-0  | 7-1  | 4-1  | 6-2  | 7-0  |
| Concordia         | 2-1  | 3-2  | –––– | 0-0  | 1-1  | 7-1  | 5-1  | 6-1  |
| Viktorija         | 0-3  | 0-6  | 4-4  | –––– | 1-0  | 2-2  | 4-2  | 5-0  |
| Željezničar       | 0-1  | 0-4  | 3-1  | 3-1  | –––– | 2-0  | 2-1  | 2-0  |
| Croatia           | 0-4  | 1-3  | 2-3  | 0-1  | 2-1  | –––– | 2-0  | 6-1  |
| Šparta            | 1-8  | 2-9  | 2-7  | 1-7  | 0-6  | 5-2  | –––– | 1-1  |
| Derby             | 0-8  | 1-3  | 0-9  | 1-11 | 1-6  | 0-5  | 0-0  | –––– |
| Fonte: exyufudbal |      |      |      |      |      |      |      |      |

### Osijek
```
La vincente del "gruppo città" accede alle qualificazioni per il 
Državno prvenstvo 1929
.
```

#### Città
|  | Pos. | Squadra          | Pt       | G        | V        | N        | P        | GF       | GS       | QR       |
|  | ---- | ---------------- | -------- | -------- | -------- | -------- | -------- | -------- | -------- | -------- |
|  | 1.   | Hajduk Osijek    | 9        | 6        | 4        | 1        | 1        | 18       | 8        | 2,225    |
|  | 2.   | Građanski Osijek | 8        | 6        | 4        | 0        | 2        | 7        | 5        | 1,400    |
|  | 3.   | Slavija Osijek   | 6        | 6        | 2        | 2        | 2        | 12       | 11       | 1,090    |
|  | 4.   | Grafičar Osijek  | 1        | 6        | 0        | 1        | 5        | 4        | 17       | 0,235    |
|  | 5.   | Radnički Osijek  | Ritirato | Ritirato | Ritirato | Ritirato | Ritirato | Ritirato | Ritirato | Ritirato |

|           | Haj  | Gđn  | Sla  | Gfč  | Rad  |
| --------- | ---- | ---- | ---- | ---- | ---- |
| Hajduk    | –––– | 2-0  | 2-2  | 4-1  | -    |
| Građanski | 1-0  | –––– | 0-2  | 2-0  | -    |
| Slavija   | 3-5  | 1-2  | –––– | 2-2  | -    |
| Grafičar  | 1-5  | 0-2  | 0-2  | –––– | -    |
| Radnički  | -    | -    | -    | -    | –––– |

#### Provincia
| Data                                        | Partita                                    | Ris.      |
| ------------------------------------------- | ------------------------------------------ | --------- |
| PRIMO TURNO                                 |                                            |           |
| 12.05.1929                                  | BŠK Belišće – Jovalija Valpovo             | 3–1       |
| 12.05.1929                                  | Belje Kneževo – Šparta Beli Manastir       | 2–3 (dts) |
| 12.05.1929                                  | Sloga Donji Miholjac – DMSK Donji Miholjac | 0–1       |
| 12.05.1929                                  | Cibalia – Sloga Vinkovci                   | 0–5       |
| 12.05.1929                                  | Šparta Vukovar – Sloga Vukovar             | 3–0       |
| 12.05.1929                                  | Jadran Virovitica – Amater Virovitica      | 2–1       |
| 19.05.1929                                  | Građanski Brčko – Hajduk Orašje            | 5–1       |
| 26.05.1929                                  | Proleter Đurđenovac – Ljeskovica           | 1–4       |
| Certissa Đakovo e Hajduk Orahovica esentate |                                            |           |
| SECONDO TURNO                               |                                            |           |
| 26.05.1929                                  | Šparta Beli Manastir – BŠK Belišće         | 3–1       |
| 26.05.1929                                  | Certissa Đakovo – Šparta Vukovar           | 3–0       |
| 02.06.1929                                  | Sloga Vinkovci – Građanski Brčko           | 7–0       |
| 28.07.1929                                  | Hajduk Orahovica – DMSK Donji Miholjac     | 2–0       |
| Jadran Virovitica e Ljeskovica esentate     |                                            |           |
| TERZO TURNO                                 |                                            |           |
| 23.06.1929                                  | Jadran Virovitica – Ljeskovica             | 0–3       |
| 28.07.1929                                  | Certissa Đakovo – Sloga Vinkovci           | 3–6       |
| BŠK Belišće e Hajduk Orahovica esentate     |                                            |           |
| SEMIFINALI                                  |                                            |           |
| 11.08.1929                                  | Hajduk Orahovica – Ljeskovica              | 1–2       |
| 11.08.1929                                  | Sloga Vinkovci – BŠK Belišće               | 5–2       |
| FINALE PROVINCIALE                          |                                            |           |
| 15.09.1929                                  | Sloga Vinkovci – Ljeskovica                | 1–2       |
| FINALE SOTTOFEDERALE                        |                                            |           |
| 15.12.1929                                  | Hajduk Osijek – Ljeskovica                 | 3–0       |
| Fonte: exyufudbal                           |                                            |           |

### Subotica
|                   | Pos. | Squadra                        | Pt | G  | V | N | P | GF | GS | QR    |
| ----------------- | ---- | ------------------------------ | -- | -- | - | - | - | -- | -- | ----- |
|                   | 1.   | SAND Subotica                  | 18 | 10 | 8 | 2 | 0 | 28 | 6  | 4,666 |
|                   | 2.   | SMTC Subotica                  | 14 | 10 | 5 | 4 | 1 | 20 | 8  | 2,500 |
|                   | 3.   | Bačka Subotica                 | 14 | 10 | 6 | 2 | 2 | 18 | 8  | 1,250 |
|                   | 4.   | ŽAK Subotica                   | 6  | 10 | 2 | 2 | 6 | 8  | 15 | 0,533 |
|                   | 5.   | Sport Subotica                 | 6  | 10 | 2 | 2 | 6 | 10 | 21 | 0,476 |
|                   | 6.   | Subotički Električnu Centralnu | 2  | 10 | 0 | 2 | 8 | 9  | 36 | 0,250 |
| Fonte: exyufudbal |      |                                |    |    |   |   |   |    |    |       |

|                   | SAN  | SMT  | Bač  | ŽAK  | Spo  | SEC  |
| ----------------- | ---- | ---- | ---- | ---- | ---- | ---- |
| SAND              | –––– | 1-1  | 1-0  | 1-0  | 2-0  | 3-1  |
| SMTC              | 1-1  | –––– | 0-2  | 3-0  | 1-1  | 4-1  |
| Bačka             | 1-4  | 1-1  | –––– | 0-0  | 3-0  | 3-1  |
| ŽAK               | 1-4  | 0-2  | 0-1  | –––– | 1-2  | 2-1  |
| Sport             | 0-1  | 0-4  | 1-4  | 0-2  | –––– | 2-2  |
| SEC               | 1-10 | 1-3  | 0-3  | 1-1  | 0-4  | –––– |
| Fonte: exyufudbal |      |      |      |      |      |      |

### Belgrado
|                   | Pos. | Squadra            | Pt | G  | V | N | P | GF | GS | QR    |
| ----------------- | ---- | ------------------ | -- | -- | - | - | - | -- | -- | ----- |
|                   | 1.   | BSK Belgrado       | 19 | 10 | 9 | 1 | 0 | 56 | 6  | 9,333 |
|                   | 2.   | Jugoslavija        | 16 | 10 | 8 | 0 | 2 | 47 | 11 | 4,272 |
|                   | 3.   | Soko Belgrado      | 11 | 10 | 5 | 1 | 4 | 29 | 13 | 2,230 |
|                   | 4.   | Jedinstvo Belgrado | 7  | 10 | 3 | 1 | 6 | 12 | 43 | 0,279 |
|                   | 5.   | BUSK Belgrado      | 4  | 10 | 1 | 2 | 7 | 7  | 44 | 0,159 |
|                   | 6.   | Obilić             | 3  | 10 | 1 | 1 | 8 | 8  | 42 | 0,190 |
| Fonte: exyufudbal |      |                    |    |    |   |   |   |    |    |       |

|                   | BSK  | Jug  | Sok  | Jed  | BUS  | Obi  |
| ----------------- | ---- | ---- | ---- | ---- | ---- | ---- |
| BSK               | –––– | 2-0  | 4-0  | 16-0 | 5-0  | 5-2  |
| Jugoslavija       | 1-7  | –––– | 1-0  | 4-1  | 4-0  | 11-1 |
| Soko              | 3-3  | 0-1  | –––– | 4-1  | 5-0  | 5-0  |
| Jedinstvo         | 1-5  | 0-6  | 2-1  | –––– | 3-2  | 1-3  |
| BUSK              | 0-5  | 0-12 | 1-7  | 1-1  | –––– | 1-0  |
| Obilic            | 0-5  | 0-7  | 0-4  | 1-2  | 2-2  | –––– |
| Fonte: exyufudbal |      |      |      |      |      |      |

### Sarajevo
|                   | Pos. | Squadra           | Pt | G  | V  | N | P  | GF | GS | QR     |
| ----------------- | ---- | ----------------- | -- | -- | -- | - | -- | -- | -- | ------ |
|                   | 1.   | Slavija           | 23 | 12 | 11 | 1 | 0  | 80 | 3  | 26,666 |
|                   | 2.   | Hajduk Sarajevo   | 21 | 12 | 10 | 1 | 1  | 59 | 6  | 9,833  |
|                   | 3.   | SAŠK              | 16 | 12 | 8  | 0 | 4  | 36 | 18 | 2,000  |
|                   | 4.   | Željezničar       | 12 | 12 | 6  | 0 | 6  | 39 | 25 | 1,560  |
|                   | 5.   | Osman Sarajevo    | 6  | 12 | 3  | 0 | 9  | 9  | 56 | 0,160  |
|                   | 6.   | Borac Sarajevo    | 6  | 12 | 3  | 0 | 9  | 12 | 70 | 0,171  |
|                   | 7.   | Olimpija Sarajevo | 0  | 12 | 0  | 0 | 12 | 0  | 57 | 0,000  |
| Fonte: exyufudbal |      |                   |    |    |    |   |    |    |    |        |

|                   | Sla  | Haj  | SAŠ  | Žel  | Osm  | Bor  | Oli  |
| ----------------- | ---- | ---- | ---- | ---- | ---- | ---- | ---- |
| Slavija           | –––– | 2-2  | 5-1  | 4-0  | 3-0  | 3-0  | -    |
| Hajduk            | 0-2  | –––– | 2-1  | 3-0  | 18-0 | 11-0 | 3-0  |
| SAŠK              | 0-5  | 1-2  | –––– | 3-2  | 3-0  | 5-0  | 3-0  |
| Željezničar       | 0-8  | 0-3  | 0-3  | –––– | 14-0 | 11-1 | -    |
| Osman             | 0-3  | 0-3  | 0-6  | 0-3  | –––– | 1-2  | 3-0  |
| Borac             | 0-18 | 0-9  | 2-7  | 0-3  | 1-2  | –––– | -    |
| Olimpija          | 0-24 | -    | -    | 0-3  | -    | 0-3  | –––– |
| Fonte: exyufudbal |      |      |      |      |      |      |      |

### Spalato

#### Autunno
| Data                     | Partita                         | Ris.                     | Note                                 |
| ------------------------ | ------------------------------- | ------------------------ | ------------------------------------ |
| PRIMO TURNO              |                                 |                          |                                      |
| 07.10.1928               | Komita Omiš – Zmaj Makarska     | 4–1                      | II župa – Omiš, Makarska, Vis e Dvar |
| 07.10.1928               | Junak Sinj – Sloga Sinj         | ?                        | II župa – Omiš, Makarska, Vis e Dvar |
| Unac Dvar e Vis esentate | Unac Dvar e Vis esentate        | Unac Dvar e Vis esentate | II župa – Omiš, Makarska, Vis e Dvar |
| 07.10.1928               | Primorac Kotor – Bokelj         | ?                        | IV župa – Boka Kotorska e Bar        |
| 07.10.1928               | Orjen Tivat – Zrinjski Tivat    | ?                        | IV župa – Boka Kotorska e Bar        |
| Crnojević Bar esentato   | Crnojević Bar esentato          | Crnojević Bar esentato   | IV župa – Boka Kotorska e Bar        |
| 07.10.1928               | Crnogorac – Lovćen              | ?                        | V župa – Cetinje, Podgorica e Berane |
| 07.10.1928               | Zora – Balšić                   | ?                        | V župa – Cetinje, Podgorica e Berane |
| Njegoš Berane esentato   | Njegoš Berane esentato          | Njegoš Berane esentato   | V župa – Cetinje, Podgorica e Berane |
| SEMIFINALI PARROCCHIALI  |                                 |                          |                                      |
| 21.10.1928               | Unac Dvar – Sloga SInj          | ?                        | II župa – Omiš, Makarska, Vis e Dvar |
| 04.11.1928               | Komita Omiš – Vis               | 5–1                      | II župa – Omiš, Makarska, Vis e Dvar |
| 04.11.1928               | GOŠK Gruž – Građanski Dubrovnik | ?                        | III župa – Dubrovnik e Gruda         |
| Slaven Gruda esentato    | Slaven Gruda esentato           | Slaven Gruda esentato    | III župa – Dubrovnik e Gruda         |
| 21.10.1928               | vincitore Kotor – Orjen Tivat   | ?                        | IV župa – Boka Kotorska e Bar        |
| Crnojević Bar esentato   | Crnojević Bar esentato          | Crnojević Bar esentato   | IV župa – Boka Kotorska e Bar        |
| 21.10.1928               | Zora – Lovćen                   | 2–3                      | V župa – Cetinje, Podgorica e Berane |
| Njegoš Berane esentato   | Njegoš Berane esentato          | Njegoš Berane esentato   | V župa – Cetinje, Podgorica e Berane |
| FINALI PARROCCHIALI      |                                 |                          |                                      |
| 21.10.1928               | Hajduk Spalato – HAŠK Spalato   | 14–0                     | I župa – Spalato                     |
| 18.11.1928               | Komita Omiš – Sloga Sinj        | 13–1                     | II župa – Omiš, Makarska, Vis e Dvar |
| 06.01.1929               | GOŠK Gruž – Slaven Gruda        | ?                        | III župa – Dubrovnik e Gruda         |
| 06.01.1929               | Orjen Tivat – Crnojević Bar     | 3–0                      | IV župa – Boka Kotorska e Bar        |
| 01.12.1928               | Lovćen – Njegoš Berane          | 3–0                      | V župa – Cetinje, Podgorica e Berane |
| FASE FINALE              |                                 |                          |                                      |
| 01.12.1928               | Hajduk Spalato – Komita Omiš    | 3–0                      | Finale I vs II župa                  |
| 03.02.1929               | Lovćen – Orjen Tivat            | ?                        | Finale Montenegro                    |
| Torneo interrotto        |                                 |                          |                                      |
| Fonte: exyufudbal        |                                 |                          |                                      |

#### Primavera
| Data                    | Partita                         | Ris. | Note                                                                       |
| ----------------------- | ------------------------------- | ---- | -------------------------------------------------------------------------- |
| SEMIFINALI PARROCCHIALI |                                 |      |                                                                            |
| 31.03.1929              | Komita Omiš – Zmaj Makarska     | 3–0  | II župa – Omiš, Makarska, Vis e Dvar                                       |
| 31.03.1929              | Sloga Sinj – Junak Sinj         | 3–0  | II župa – Omiš, Makarska, Vis e Dvar                                       |
| 31.03.1929              | Orjen Tivat – Primorac Kotor    | 9–1  | IV župa – Boka Kotorska e Bar                                              |
| 31.03.1929              | Lovćen – Crnogorac              | 2–1  | V župa – Cetinje, Podgorica e Berane                                       |
| 31.03.1929              | Balšić – Njegoš Berane          | 3–0  | V župa – Cetinje, Podgorica e Berane                                       |
| FINALI PARROCCHIALI     |                                 |      |                                                                            |
| 08.05.1929              | Hajduk Spalato – HAŠK Spalato   | 3–0  | I župa – Spalato                                                           |
| ??.04.1929              | Komita Omiš – Sloga Sinj        | ?    | II župa – Omiš, Makarska, Vis e Dvar                                       |
| 07.04.1929              | GOŠK Gruž – Građanski Dubrovnik | ?    | III župa – Dubrovnik e Gruda                                               |
| 07.04.1929              | Orjen Tivat – Bokelj            | ?    | IV župa – Boka Kotorska e Bar                                              |
| 15.04.1929              | Balšić – Lovćen                 | 2–1  | V župa – Cetinje, Podgorica e Berane                                       |
| FASE FINALE             |                                 |      |                                                                            |
| 28.04.1929              | Balšić – Orjen Tivat            | ?    | Finale della Banovina della Zeta                                           |
| 14.07.1929              | Orjen Tivat – GOŠK Gruž         | 3–0  | Finale provinciale                                                         |
| 26.05.1929              | Hajduk Spalato – Komita Omiš    | 3–0  | Hajduk campione della Splitske župe                                        |
| 06.10.1929              | Hajduk Spalato – Orjen Tivat    | 7–0  | Finalissima fase primaverile, Hajduk qualificato al Državno prvenstvo 1929 |
| Fonte: exyufudbal       |                                 |      |                                                                            |

### Skopje
```
La classifica è incompleta: mancano i risultati di tre partite.
```

|                   | Pos. | Squadra           | Pt | G | V | N | P | GF | GS | QR    |
| ----------------- | ---- | ----------------- | -- | - | - | - | - | -- | -- | ----- |
|                   | 1.   | Pobeda Skopje     | 11 | 6 | 5 | 1 | 0 | 18 | 9  | 2,000 |
|                   | 2.   | Gragjanski Skopje | 10 | 7 | 5 | 0 | 2 | 25 | 10 | 2,500 |
|                   | 3.   | Kumanovo          | 7  | 6 | 3 | 1 | 2 | 18 | 10 | 1,800 |
|                   | 4.   | Sparta Skopje     | 4  | 7 | 1 | 2 | 4 | 7  | 21 | 0,333 |
|                   | 5.   | Jugović Skopje    | 2  | 8 | 0 | 2 | 6 | 7  | 25 | 0,280 |
| Fonte: exyufudbal |      |                   |    |   |   |   |   |    |    |       |

|                   | Pob  | Gra  | Kum  | Spa  | Jug  |
| ----------------- | ---- | ---- | ---- | ---- | ---- |
| Pobeda            | –––– | 4-3  | ?    | 4-1  | 3-3  |
| Gragjanski        | 0-1  | –––– | ?    | 6-1  | 3-0  |
| Kumanovo          | 2-4  | 2-3  | –––– | 1-1  | 5-1  |
| Sparta            | ?    | 1-5  | 0-4  | –––– | 3-1  |
| Jugović           | 0-2  | 1-2  | 0-4  | 0-0  | –––– |
| Fonte: exyufudbal |      |      |      |      |      |